# Taubenturm (Mazardie)

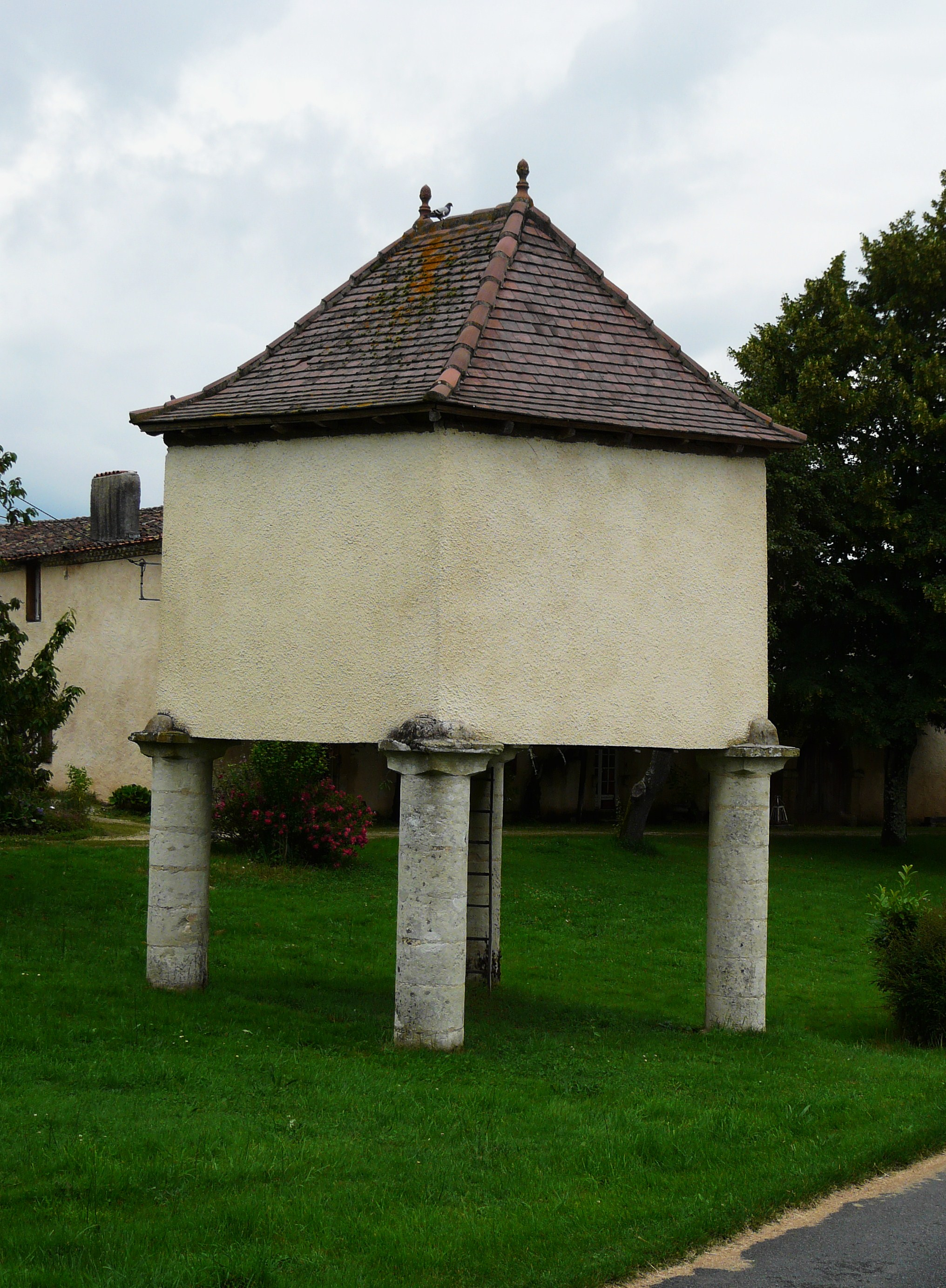
Taubenturm in Mazardie

Der Taubenturm (französisch colombier oder pigeonnier) in Mazardie, einem Ortsteil der ehemaligen französischen Gemeinde Atur im Département Dordogne in der Region Nouvelle-Aquitaine, wurde 1775 errichtet. 
Der rechteckige Taubenturm steht auf vier steinernen Säulen mit einfachen Kämpfern und wird von einem Pyramidendach abgeschlossen. Das Taubenhaus in Fachwerkbauweise wurde in den letzten Jahren verputzt.